# Alfons Ariëns

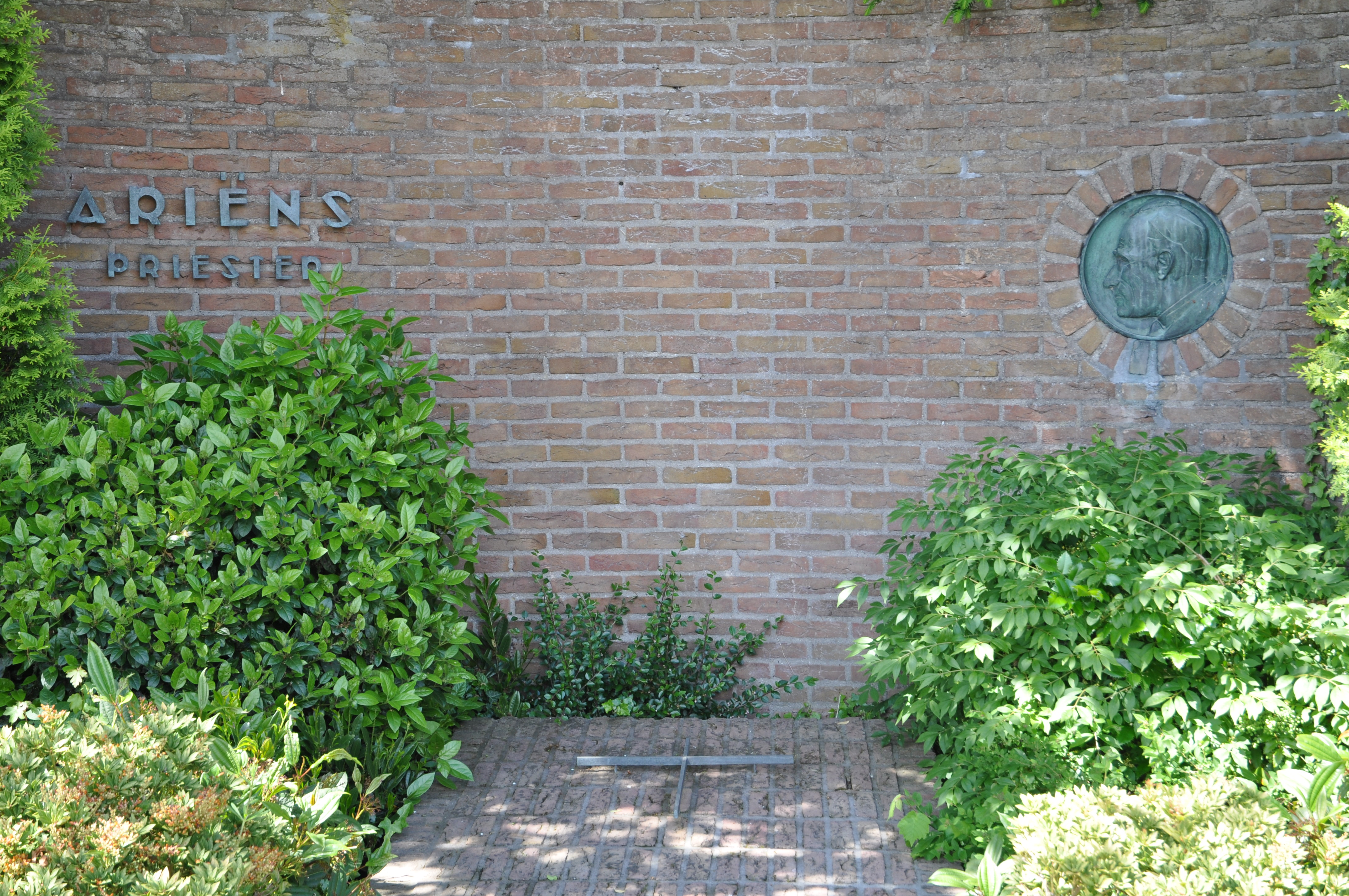
Het graf van Ariëns op de RK Begraafplaats Beeresteijn in Maarssen

Alphonse Marie Auguste Joseph Ariëns (roepnaam: Alfons of Fons) (Utrecht, 26 april 1860 – Amersfoort, 7 augustus 1928) was een Nederlandse priester die een grote rol speelde in de rooms-katholieke arbeidersbeweging in Nederland en voor de ontwikkeling van een katholieke sociale leer.
Ariëns werd geboren in Utrecht, als zoon van de advocaat Adriaan Willem Karel Ariëns en de huisvrouw Lisette Christine Antonia Povel.
Toen hij tien jaar oud was werd hij naar het kleinseminarie en internaat Rolduc gestuurd, waar hij tot 1878 werd opgeleid. Hij studeerde theologie aan het groot-seminarie Rijsenburg en werd op 15 augustus 1882 tot priester gewijd. Vervolgens vertrok hij naar Rome, waar hij dogmatiek studeerde en in 1885 promoveerde tot doctor in de theologie. Vervolgens reisde hij een jaar door Italië om de arbeidsomstandigheden aldaar te bestuderen.
In 1886 keerde hij terug naar Nederland. Hij werd benoemd tot kapelaan van de St.-Jacobusparochie in Enschede en spoorde daar in 1889 enkele katholieke wevers aan om een katholieke arbeidersvereniging op te richten. In 1891 gaf hij de aanzet tot de oprichting van de Rooms Katholieke Twentsche Fabrieksarbeidersbond, die hij in 1895 liet opgaan in de katoenbewerkersbond Unitas. Ook richtte hij het Kruisverbond tegen alcoholisme op. Met enkele andere verenigingen ging het Kruisverbond in 1899 op in de federatie Sobriëtas, onder leiding van jhr. mr. Charles Ruijs de Beerenbrouck.
Voor ontslagen arbeiders richtte Ariëns in 1895 te Haaksbergen een coöperatieve textielfabriek op, De Eendracht. In de periode hierna raakte Ariëns in conflict met de RKSP-politicus en eveneens priester Mgr. Dr. Herman Schaepman. In 1894 richtte hij de Koninklijke Leo Harmonie op. De naam verwees naar paus Leo XIII. Diens encycliek Rerum Novarum beschouwde Ariëns als een bevestiging van zijn sociale werk voor de nood van de arbeidersklasse. Toen De Eendracht in financiële moeilijkheden raakte ging Ariëns als vertegenwoordiger van zijn coöperatie werken en ten slotte verkocht hij zijn miskelk ten bate van de fabriek, maar dit mocht allemaal niet baten en het bedrijf moest worden opgeheven.
Op 20 mei 1901 werd Ariëns benoemd tot pastoor in Steenderen, in de Achterhoek. Na zelfmoord van een parochiaan als gevolg van ernstig drankmisbruik maakte hij duidelijk dat het goed zou zijn een r.k. vereniging tegen drankmisbruik op te richten. Hij vond dat de boerenknechten een hoger loon moesten ontvangen en ook moesten ze hetzelfde eten als de boeren. In 1903 was het mede aan zijn inspanningen te danken dat de gemeentearbeiders van Steenderen loonsverhoging kregen en meer vrije dagen.
Na de spoorwegstaking van 1903 werd Ariëns lid van de staatscommissie die toen werd ingesteld en in 1908 bemiddelde hij in een conflict tussen wevers in Goirle en de familie Van Puijenbroek. In 1908 werd Ariëns benoemd tot pastoor in Maarssen. Met de Utrechtse aartsbisschop Henricus van de Wetering kon hij niet goed overweg. Deze bisschop moest weinig hebben van de sociale beweging en vond Ariëns' sociale activisme overdreven. Later prees hij het werk van Ariëns openlijk en zag ook Van de Wetering de noodzaak van activisme ten behoeve van de sociale rechtvaardigheid in.
In 1919 werd pastoor Ariëns benoemd tot Geheim Kamerheer van Paus Benedictus XV en werd zodoende bevoegd de titel 'Monseigneur' te dragen en ook het zogenaamde 'klein paars', een priestertoog/soutane met paarse knopen en biezen, bonnet met roodpaarse kwast. Bij deze gelegenheid kocht de parochie van Maarssen zijn miskelk terug om deze aan Ariëns ten geschenke te geven. De miskelk bevindt zich tegenwoordig in de Maarssense Heilig Hartkerk. Deze kelk gebruikte Ariëns dagelijks om de mis op te dragen.
In 1928 trok Ariëns zich wegens zijn slechte gezondheid terug in een klooster bij Amersfoort, waar hij enkele maanden later op 68-jarige leeftijd overleed. Alfons Ariëns is op Begraafplaats Beeresteijn te Maarssen begraven.

## Eerbewijzen
In 1954 werd in Enschede de Ariënsgedachteniskerk gebouwd. Bij het vijftigjarig bestaan in 2004 werd een van de twee biechtstoelen omgebouwd tot een kleine expositieruimte. Hier vlakbij staat de R.K. Alfonsusschool. In de Jacobuskerk bevindt zich nabij de ingang de "Maria-Ariënskapel" waarmee Ariëns herdacht wordt. Scoutingvereniging Mgr. Ariëns is naar hem genoemd, evenals de Dr. Ariënsschool in Enschede en de Basisschool Dr. Ariëns in Haaksbergen. In Enschede is, op het naar Ariëns vernoemde plein, ook een Ariënsmonument (vervaardigd door de beeldhouwer August Falise). Dit standbeeld werd op 6 juni 1934 tijdens een feestelijke plechtigheid onthuld door de aartsbisschop van Utrecht, Joannes Jansen. In 1979 werd in Utrecht het Ariënskonvikt (nu: Ariënsinstituut) opgericht, de priesteropleiding voor het aartsbisdom Utrecht en het bisdom Groningen. Sinds 2001 wordt jaarlijks in mei de Ariënslezing gehouden. De driejaarlijkse Ariënsprijs, een geldprijs van tweeduizend euro, werd op 9 oktober 2004 door kardinaal Simonis uitgereikt aan de interparochiële werkgroep ‘Noodopvang uitgeprocedeerde asielzoekers’ in Doetinchem. Na een eerdere poging in de jaren '50 is met het proces dat moet leiden tot de zaligverklaring van Ariëns op 25 januari 2005 een nieuw begin gemaakt. Dr. Waldery Hilgeman is Postulator van het proces van zaligverklaring. In 2025, ter viering van 700 jaar textielstad Enschede, ging Door Het Stof, een muziektheatervoorstelling over arm en rijk, in première met een karakter naar Alphons Ariëns in de hoofdrol.
In onder meer Didam, Geleen, Goirle, Haaksbergen, Hengelo, 's-Hertogenbosch, Hoogerheide, Maastricht, De Meern, Oldenzaal, Schiedam, Steenderen, Zevenbergen en zelfs het overwegend protestantse Ede zijn straten naar hem vernoemd.
In Maarssen is scholenstichting pastoor Ariëns naar hem vernoemd.
In Krommenie was een mulo-school vernoemd naar Dr. Ariëns. In 1968 is deze, met het ingaan van de Mammoetwet, veranderd in de Dr. Ariëns mavo. De mavo is later opgegaan in het Trias vmbo.
In het Centraal Vakbondshuis van de FNV in Utrecht is een zaal naar hem vernoemd.